# Penol
Penol és un municipi francès situat al departament de la Isèra i a la regió d'Alvèrnia-Roine-Alps. L'any 2007 tenia 307 habitants.

## Demografia

### Població
El 2007 la població de fet de Penol era de 307 persones. Hi havia 125 famílies de les quals 31 eren unipersonals (8 homes vivint sols i 23 dones vivint soles), 43 parelles sense fills, 39 parelles amb fills i 12 famílies monoparentals amb fills.
La població ha evolucionat segons el següent gràfic:
Habitants censats

### Habitatges
El 2007 hi havia 145 habitatges, 127 eren l'habitatge principal de la família, 8 eren segones residències i 11 estaven desocupats. 130 eren cases i 13 eren apartaments. Dels 127 habitatges principals, 104 estaven ocupats pels seus propietaris, 19 estaven llogats i ocupats pels llogaters i 3 estaven cedits a títol gratuït; 4 tenien dues cambres, 10 en tenien tres, 31 en tenien quatre i 82 en tenien cinc o més. 93 habitatges disposaven pel capbaix d'una plaça de pàrquing. A 47 habitatges hi havia un automòbil i a 68 n'hi havia dos o més.

### Piràmide de població
La piràmide de població per edats i sexe el 2009 era:
| Homes | Edats   | Dones |
| ----- | ------- | ----- |
| 0     | 95 o +  | 0     |
| 0     | 90 a 94 | 0     |
| 0     | 85 a 89 | 0     |
| 0     | 80 a 84 | 0     |
| 0     | 75 a 79 | 4     |
| 20    | 70 a 74 | 8     |
| 4     | 65 a 69 | 12    |
| 8     | 60 a 64 | 0     |
| 12    | 55 a 59 | 16    |
| 24    | 50 a 54 | 12    |
| 16    | 45 a 49 | 4     |
| 4     | 40 a 44 | 8     |
| 20    | 35 a 39 | 20    |
| 8     | 30 a 34 | 0     |
| 8     | 25 a 29 | 4     |
| 4     | 20 a 24 | 4     |
| 20    | 15 a 19 | 8     |
| 28    | 10 a 14 | 12    |
| 8     | 5 a 9   | 12    |
| 0     | 0 a 4   | 8     |

## Economia
El 2007 la població en edat de treballar era de 195 persones, 146 eren actives i 49 eren inactives. De les 146 persones actives 130 estaven ocupades (71 homes i 59 dones) i 16 estaven aturades (6 homes i 10 dones). De les 49 persones inactives 23 estaven jubilades, 15 estaven estudiant i 11 estaven classificades com a «altres inactius».

### Ingressos
El 2009 a Penol hi havia 130 unitats fiscals que integraven 319,5 persones, la mediana anual d'ingressos fiscals per persona era de 17.570 €.

### Activitats econòmiques
Dels 12 establiments que hi havia el 2007, 3 eren d'empreses extractives, 5 d'empreses de construcció, 1 d'una empresa de comerç i reparació d'automòbils, 1 d'una empresa d'hostatgeria i restauració, 1 d'una empresa de serveis i 1 d'una empresa classificada com a «altres activitats de serveis».
Dels 6 establiments de servei als particulars que hi havia el 2009, 2 eren paletes, 1 guixaire pintor, 2 lampisteries i 1 restaurant.
L'any 2000 a Penol hi havia 20 explotacions agrícoles que ocupaven un total de 495 hectàrees.

## Equipaments sanitaris i escolars
El 2009 hi havia una escola maternal integrada dins d'un grup escolar amb les comunes properes formant una escola dispersa.

## Poblacions més properes
El següent diagrama mostra les poblacions més properes.